# Coleoxestia globulicollis
Coleoxestia globulicollis es una especie de escarabajo longicornio del género Coleoxestia, tribu Cerambycini, subfamilia Cerambycinae. Fue descrita científicamente por Gahan en 1892.

## Descripción
Mide 18 milímetros de longitud.

## Distribución
Se distribuye por Brasil.